# Грібуліна Ірина Євгеніївна
Ірина Євгенівна Грібуліна (нар. 29 вересня 1953, Сочі, Російська РФСР, СРСР) — радянська і російська композиторка, поетеса, співачка. У 2006 році була нагороджена орденом Ломоносова за внесок у музичну культуру Росії.

## Біографія
Ірина Грібуліна народилася 29 вересня 1953 року в Сочі в сім'ї творчих людей. Мати була відомою в Сочі опереточною акторкою і співачкою, а батько — журналістом і літератором. У чотирічному віці вона вже писала вірші і музику, виступала на сцені рідного міста Сочі.
З 1962 по 1972 рік навчалася в Центральній музичній школі при Московській консерваторії, в класі Дмитра Кабалевського, потім — в консерваторії. З 14-річного віку стала виступати на професійній естрадній сцені разом з відомими виконавцями тих років. Була співведучою телепрограми «Будильник», «Ширше коло», «Ранкова пошта», «В суботу ввечері», «Музичний дитячий клуб». Писала музику до театральних постановок (спектаклю Лева Дурова «Жорстокі ігри» в Театрі на Малій Бронній, спектаклів Аркадія Райкіна, «Єралаш», телевізійних фільмів. Після закінчення консерваторії Грібуліна стала не тільки виконавицею власних пісень, а й почала співпрацювати  як композиторка й поетеса з багатьма відомими співаками та акторами. Першими виконавцями її пісень стали Валерій Леонтьєв і Людмила Гурченко. Поступово пісні Грібуліної з'явилися репертуарі та інших артистів: Йосипа Кобзона (понад30 пісень), Рози Римбаєвої, Бориса Мойсеєва, Анне Вєскі, Валерія Ободзинського, Валентини Толкунової, Сергія Шакурова, Катерини Гусєвої, Олександра Маршала, Євгенія Кемеровського, Миколи Караченцова, Олександра Абдулова, Юліана, Сергія Рогожина, Наташі Богацької, Анжеліки Агурбаш, Миколи Єременка, Еммануїла Віторгана та інших відомих виконавців. У 1980-ті особливої популярністю користувалися пісні у виконанні самої Ірини, в числі яких «Недоторка», «Подруга», «Риби, птахи, звірі», «Розведені мости». У 1987 році для новорічного «Блакитного вогника» на пісню Грібуліна «Сварка», яку вона виконала в дуеті з Миколою Караченцовим, був знятий один з перших в СРСР відеокліпів. Популярність цієї пісні була настільки великою, що через деякий час Караченцов і Грібуліна записали ще одну спільну пісню — «Бюрократ», яка, всупереч очікуванням, подією не стала.
Ірина Грібуліна є авторкою музики для дитячих музичних вистав «Чарівник Майстер ФЛО», «Оскар і Рожева дама» в Театрі Місяця, мультфільмів «Незнайко в сонячному місті», «Незнайко, перетворення тривають» тощо. Нею написана величезна кількість музики до випусків «Єралашу» Бориса Грачевського. Серед написаних І. Грібуліна «Гимнов» — пісні про Астану, Донецьк, Марокко, Україну, Кострому, Воронеж, Ступіно, Пущино, Карелію, Сергієв-Посад, Подпорож'є, Юрмалу, Владивосток, Ямал, гімн Спорту тощо.
Ірина Грібуліна чотири рази була одружена, після розлучення з третім чоловіком Володимиром Маргойтом, з яким прожила 10 років у Юрмалі, покинула Росію і кілька років жила в Італії, потім повернулася до Москви.
У 2014 році в Театрі Луни вийшов новий мюзикл Грібуліної «Шантеклер» (постановка Сергія Проханова). В даний час вона працює як педагогиня і продюсерка. Дає майстер-класи з вокалу, по композиції. Веде програму «Всі плюси зрілого віку» на московському телеканалі «Довіра».
Ірина Грібуліна є, як правило, авторкою і музики, і віршів до своїх пісень, але іноді пише музику і на чужі вірші. Живе і працює в Москві.

## Родина
- Дочка — Анастасія Грібуліна (нар.. 17 жовтня 1996 року) — акторка[11] .

## Авторська дискографія
- 2001 — «Подруга» (CD)
- 2007 — «Судьба-гадалка» (CD)

## Популярні пісні

### У власному виконанні
- «Недотрога» (музика Ірини Грібуліної, слова Володимира Маргойта)
- «Разведённые мосты» (музика Ірини Грібуліної, слова Володимира Маргойта)
- «Судьба-гадалка» (музика і слова Ірини Грібуліної)
- «Подруга» (музика і слова Ірини Грібуліної)
- «Ссора» (музика Ірини Грібуліної, слова Володимира Маргойта) — дует з Миколою Караченцовим
- «Бюрократ» (музика і слова Ірини Грібуліної) — дует з Миколою Караченцовим
- «Больно» (музика і слова Ірини Грібуліна) — дует з Миколою Єременком
- «Рыбы, птицы, звери…» (музика Ірини Грібуліної, слова Володимира Маргойта)
- «Вот и всё прошло» (музика і слова Ірини Грібуліної)
- «Белый голубь» (музика і слова Ірини Грібуліної)[7]
- «Я не могу тебе сказать люблю» (музика і слова Ірини Грібуліної) — дует з Якимом Салбієвим

### У виконанні інших артистів
- «Лето» (музика і слова Ірини Грібуліної), виконує Микола Караченцов
- «Маленький человек» (музика і слова Ірини Грібуліної), виконує Микола Караченцов[12]
- «Дорога» (музика Ірини Грібуліної, слова Іллі Рєзніка), виконує Сергій Шакуров
- «Мне гадалка нагадала…» (музика і слова Ірини Грібуліної), виконує Сергій Шакуров
- «Джокки» (музика і слова Ірини Грібуліної), виконує Людмила Гурченко
- «Доченька» (музика і слова Ірини Грібуліної), виконує Йосип Кобзон
- «Тётя Циля» (музика Ірини Грібуліної, слова Володимира Баграмова), виконує Йосип Кобзон
- «Поздняя любовь» (музика і слова Ірини Грібуліної), виконує Йосип Кобзон
- «Эх, молодость» (музика і слова Ірини Грібуліної), виконує Йосип Кобзон
- «Странница» (музика і слова Ірини Грібуліної), виконує Анжеліка Агурбаш
- «Друзья» (музика і слова Ірини Грібуліної) виконує Анне Вєскі
- «Бумажные журавлики» (музика і слова Ірини Грібуліної), виконує Роза Римбаева[7]
- «Улетаю в небо» (музика і слова Ірини Грібуліної), виконує Борис Моїсеєв

## Фільмографія

### Композиторка
- 1975 — «Бенефіс Лариси Голубкіної»
- 1977 — «Незнайко в Сонячному місті» (5-та серія «Перетворення тривають») — (анімаційний)
- 2008 — «Спасите наши души»

## Нагороди та визнання
- Орден Ломоносова Загальноросійської громадської організації "Академія проблем безпеки, оборони і правопорядку (2006) — за внесок в музичну культуру Росії[13] .
- Заслужена артиска РФ[4][14][15] .